# Brevete Reform
La Brevete Reform o simplement  Brevete era una pistola alemanya de quatre canons i quatre trets, produÏda en l'Imperi Alemany entre 1905 i 1914, que utilitzava munició de .25 ACP.

## Història
La pistola va ser dissenyada en 1905 i patentada en 1906 per August Schuler Suhl, Alemanya.
L'arma no va ser adoptada mai per cap exèrcit ni cos policial, i va quedar relegada com a arma civil.

## Funció
La pressió del gas ejecta els cartutxos de les tres primeres bales disparades, i el canó s'utilitza com a carregador i mires per a l'arma.
La forma del martell evita que els cartutxos surtin rebotats cap a la cara de l'operari.